# Dichrorampha sequana

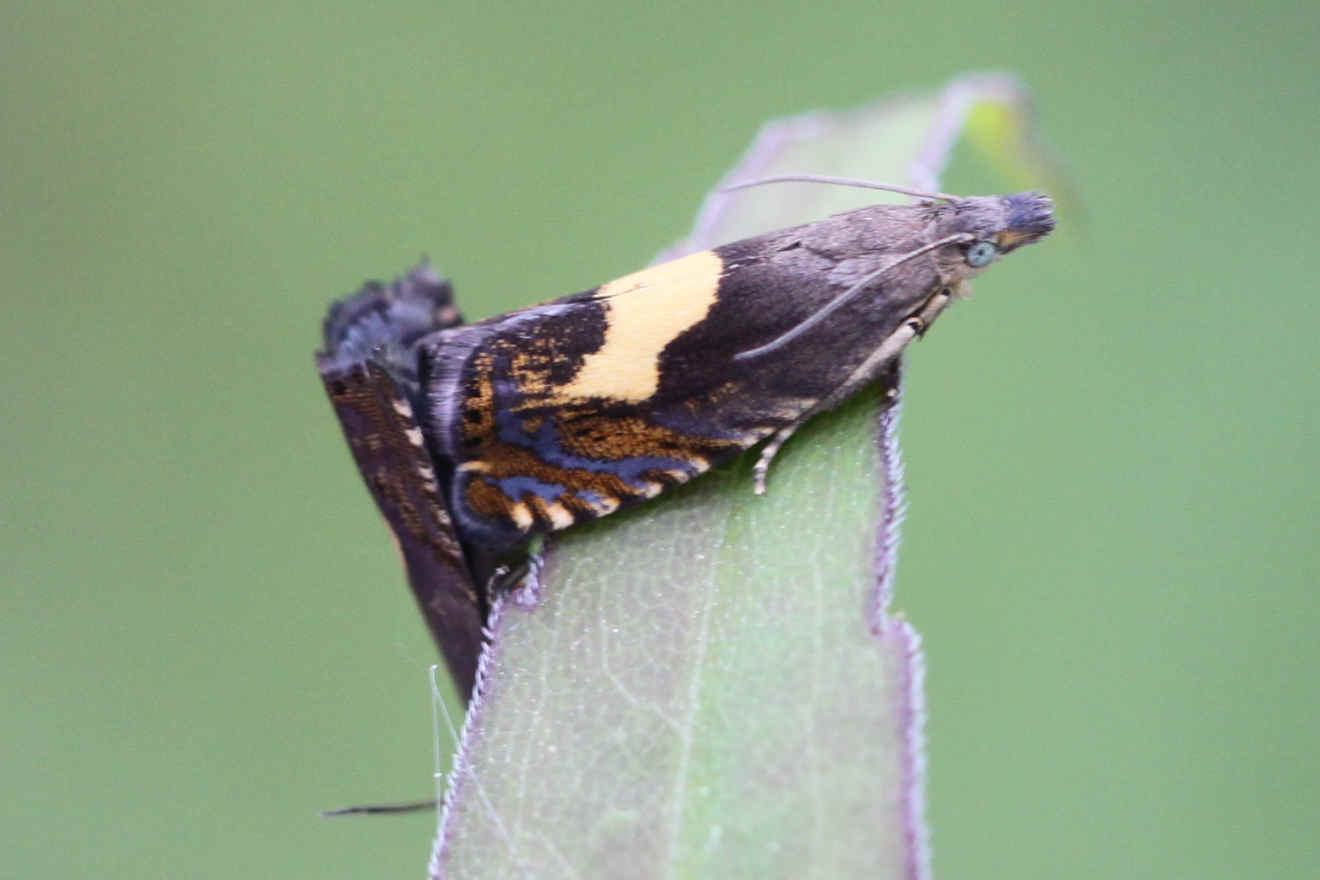
Dichrorampha sequana – Paarung

Dichrorampha sequana ist ein Schmetterling (Nachtfalter) aus der Familie der Wickler (Tortricidae).

## Merkmale
Dichrorampha sequana besitzt eine Flügelspannweite von 9 bis 11 Millimetern. Im hinteren Bereich der Diskalregion befindet sich ein großer cremefarbener oder weißer Fleck, der bis zur hinteren Flügelkante reicht. In Sitzhaltung „verschmelzen“ die Flecke der beiden Vorderflügel zu einem breiten Band. An diesem sind die Schmetterlinge leicht zu erkennen. Der äußere Bereich der Vorderflügel ist goldfarben mit zahlreichen schwarzen Punkten übersät. Außerdem verlaufen mehrere längliche blaue Streifen über diesen Bereich. Ferner befinden sich mehrere weiße Flecke entlang der äußeren Flügelvorderkante. Die Basisregion ist überwiegend braungrau gefärbt. Die Hinterflügel sind hellbeige gefärbt.

## Verbreitung
Dichrorampha sequana ist in der westlichen Paläarktis beheimatet. Die Art kommt in Mitteleuropa vor. Im Norden erstreckt sich das Verbreitungsgebiet über die Britischen Inseln, Dänemark und Südschweden. In Südeuropa fehlt die Art.

## Lebensweise
Den typischen Lebensraum von Dichrorampha sequana bilden Hecken und Waldränder. Futterpflanzen sind die Gemeine Schafgarbe (Achillea millefolium) und der Rainfarn (Tanacetum vulgare).
Die Schmetterlinge findet man meist an ihren Futterpflanzen. Die Flugzeit dauert von Mai bis Juli. Die Schmetterlinge sind hauptsächlich während des Nachmittags und Abends aktiv. Die Raupen entwickeln sich im Wurzelwerk ihrer Futterpflanzen.